# Nemopalpus capixaba
Nemopalpus capixaba är en tvåvingeart som beskrevs av Dos Santos 2009. Nemopalpus capixaba ingår i släktet Nemopalpus och familjen fjärilsmyggor. Inga underarter finns listade i Catalogue of Life.